# Stockholm Codex Aureus
O Stockholm Codex Aureus (Códice Aureus de Estocolmo) (Estocolmo, Biblioteca Nacional da Suécia, MS A. 135, também conhecido como Codex Aureus de Cantuária e Codex Aureus Holmiensis) é um livro evangélico escrito em meados do século VIII em Southumbria, provavelmente em Cantuária, cuja decoração combina elementos insulares e italianos.